# Futbol'nyj Klub Vitjaz' Podol'sk
Il Vitjaz' Podol'sk, ufficialmente Futbol'nyj Klub Vitjaz' Podol'sk' (in russo Футбольный клуб Витязь Подольск?, translitterazione anglosassone Vityaz Podolsk), è una società calcistica russa con sede a Podol'sk.
Il termine Витязь (Vitjaz') significa cavaliere.

## Storia
Fondato nel 1996 come club dilettantistico col nome di PDSK, dal 2001 è divenuto professionistico, avendo vinto nel 2000 il campionato dilettanti, e assunse la denominazione di Vitjaz'.
L'approdo in Vtoroj divizion, terza serie del Campionato russo di calcio, fu positivo: il Vitjaz si mantenne sempre nelle prime posizioni della classifica e nel 2007 riuscì a vincere il campionato, conquistando l'accesso alla Pervyj divizion; nello stesso anno vinse anche la Coppa di categoria.
Al secondo anno in tale categoria, dovette rinunciare all'iscrizione per problemi finanziari, facendo ritorno alla Vtoroj divizion.
Nell'estate 2017, problemi finanziari portarono il club a non iscriversi a tornei professionistici.

## Palmarès

### Competizioni nazionali
- Kubok PFL: 1

2007
- Pervenstvo Professional'noj Futbol'noj Ligi: 1

2007 (Girone Centro)

## Statistiche e record

### Partecipazione ai campionati
| Livello | Categoriak      | Partecipazioni | Debutto   | Ultima stagione | Totale |
| ------- | --------------- | -------------- | --------- | --------------- | ------ |
| 2º      | Pervyj divizion | 2              | 2008      | 2009            | 2      |
| 3º      | Vtoroj divizion | 10             | 2001      | 2012-2013       | 14     |
| 3º      | PPF Ligi        | 4              | 2013-2014 | 2016-2017       | 14     |